# Somatina triocellata
Somatina triocellata är en fjärilsart som beskrevs av Max Joseph Bastelberger 1908. Somatina triocellata ingår i släktet Somatina och familjen mätare. Inga underarter finns listade i Catalogue of Life.